# Ronde van Aragon 2019
De Ronde van Aragon 2019 is de 44e editie van deze wielerwedstrijd die als meerdaagse koers werd verreden in de Autonome Regio Aragón in Spanje. De start is in Andorra de finish in Zaragoza. Deze wedstrijd maakt deel uit van de UCI Europe Tour 2019.

## Etappe-overzicht
| etappe | datum  | start   | finish    | afstand | winnaar         | klassementsleider |
| ------ | ------ | ------- | --------- | ------- | --------------- | ----------------- |
| 1e     | 17 mei | Andorra | Calatayud | 174 km  | Justin Jules    | Justin Jules      |
| 2e     | 18 mei | Sádaba  | Canfranc  | 183 km  | Jonathan Hivert | Jesús Ezquerra    |
| 3e     | 19 mei | Huesca  | Zaragoza  | 147 km  | Matteo Pelucchi | Eduard Prades     |

## Eindklassementen
| Plaats    | Naam                | Ploeg                         | Tijd      |
| --------- | ------------------- | ----------------------------- | --------- |
| Gele trui | Eduard Prades       | Movistar Team                 | 12u40'57" |
| 2         | Jevgeni Sjaloenov   | Gazprom-RusVelo               | + 3"      |
| 3         | Rein Taaramäe       | Total Direct Énergie          | + 5"      |
| 4         | Alexander Grigoryev | Sporting-Tavira               | + 6"      |
| 5         | Edgar Pinto         | W52-FC Porto                  | + 7"      |
| 6         | Pierre Rolland      | Vital Concept-B&B Hotels      | z.t.      |
| 7         | Diego Rubio         | Burgos-BH                     | z.t.      |
| 8         | Marc Soler          | Movistar Team                 | + 25"     |
| 9         | Justin Jules        | Wallonie Bruxelles            | + 35"     |
| 10        | Fernando Barceló    | Euskadi Basque Country-Murias | + 35"     |
|           |                     |                               |           |
| 47        | Julien Mortier      | Wallonie Bruxelles            | + 4'57"   |
| 69        | Jetse Bol           | Burgos-BH                     | + 15'29"  |

| Plaats      | Naam              | Ploeg                    | Punten |
| ----------- | ----------------- | ------------------------ | ------ |
| Groene trui | Justin Jules      | Wallonie Bruxelles       | 34     |
| 2           | Thomas Boudat     | Total Direct Énergie     | 34     |
| 3           | Jevgeni Sjaloenov | Gazprom-RusVelo          | 31     |
|             |                   |                          |        |
| 27          | Bert De Backer    | Vital Concept-B&B Hotels | 4      |

| Plaats      | Naam              | Ploeg                 | Punten |
| ----------- | ----------------- | --------------------- | ------ |
| Blauwe trui | Jhonatan Restrepo | Manzana Postobón Team | 11     |
| 2           | Fernando Barceló  | Euskadi Basque Coun   | 6      |
| 3           | Jorge Arcas       | Movistar Team         | 4      |